# 1997-es magyar úszóbajnokság
Az 1997-es magyar úszóbajnokságot – amely a 99. magyar bajnokság volt – decemberben rendezték meg Budapesten, a Komjádi Béla Sportuszodában

## Eredmények

### Férfiak
| Versenyszám                         | Arany                                                                | Arany    | Ezüst                                                                 | Ezüst    | Bronz                                                               | Bronz    |
| ----------------------------------- | -------------------------------------------------------------------- | -------- | --------------------------------------------------------------------- | -------- | ------------------------------------------------------------------- | -------- |
| 50 m gyorsúszás december 13.        | Gáspár Zsolt Ferencvárosi TC                                         | 23,76    | Zubor Attila Sport Plusz SE                                           | 23,81    | Nagy Péter BRSE                                                     | 24,85    |
| 100 m gyorsúszás december 10.       | Zubor Attila Sport Plusz SE                                          | 51,20    | Gáspár Zsolt Ferencvárosi TC                                          | 51,28    | Windisch Ferenc Bp. Spartacus                                       | 53,19    |
| 200 m gyorsúszás december 8.        | Gáspár Zsolt Ferencvárosi TC                                         | 1:53,17  | Kollár Miklós Bp. Spartacus                                           | 1:53,75  | Zubor Attila Sport Plusz SE                                         | 1:54,13  |
| 400 m gyorsúszás december 11.       | Czene Attila Sport Plusz SE                                          | 3:59,32  | Kollár Miklós Bp. Spartacus                                           | 4:00,27  | Kiss Gergő Bp. Spartacus                                            | 4:03,03  |
| 1500 m gyorsúszás december 14.      | Kiss Gergő Bp. Spartacus                                             | 16:21,87 | Schönek András Veszprémi UK                                           | 16:27,13 | Ágh Olivér Csik Ferenc DSK                                          | 16:50,58 |
| 100 m hátúszás december 11.         | Horváth Péter Sport Plusz SE                                         | 57,50    | Szentesi Szabolcs Békéscsabai BDSK                                    | 58,13    | Pető Csaba Bp. Honvéd                                               | 59,79    |
| 200 m hátúszás december 14.         | Szentesi Szabolcs Békéscsabai BDSK                                   | 2:03,88  | Ágh Olivér Csik Ferenc DSK                                            | 2:06,10  | Pető Csaba Bp. Honvéd                                               | 2:09,31  |
| 100 m mellúszás december 8.         | Bessenyei Tamás Szentesi SCRózsa Norbert Sport Plusz SE              | 1:03,72  |                                                                       |          | Güttler Károly Bp. Spartacus                                        | 1:03,74  |
| 200 m mellúszás december 13.        | Rózsa Norbert Sport Plusz SE                                         | 2:16,67  | Güttler Károly Bp. Spartacus                                          | 2:17,82  | Bessenyei Tamás Szentesi SC                                         | 2:18,99  |
| 100 m pillangóúszás december 13.    | Horváth Péter Sport Plusz SE                                         | 54,62    | Gáspár Zsolt Ferencvárosi TC                                          | 54,89    | Kovács Péter BVSC                                                   | 57,49    |
| 200 m pillangóúszás december 10.    | Horváth Péter Sport Plusz SE                                         | 2:02,15  | Kovács Péter BVSC                                                     | 2:04,16  | Simon Jácint Kecskeméti Vízmű                                       | 2:06,14  |
| 200 m vegyes úszás december 13.     | Czene Attila Sport Plusz SE                                          | 2:03,13  | Batházi István Bp. Spartacus                                          | 2:04,44  | Kerékjártó Tamás Miskolci Vízmű                                     | 2:05,40  |
| 400 m vegyes úszás december 9.      | Batházi István Bp. Spartacus                                         | 4:21,85  | Czene Attila Sport Plusz SE                                           | 4:24,28  | Kiss Gergő Bp. Spartacus                                            | 4:26,61  |
| 4 × 100 m gyorsváltó december 11.   | Sport Plusz SE Rózsa Norbert Zubor Attila Horváth Péter Czene Attila | 3:28,97  | Ferencvárosi TC Szilágyi Zoltán Szűcs Tamás Ágh Norbert Gáspár Zsolt  | 3:33,89  | Bp. Spartacus Batházi István Kolozár Dávid Kiss Gergő Kollár Miklós | 3:34,85  |
| 4 × 200 m gyorsváltó december 9.    | Sport Plusz SE Rózsa Norbert Zubor Attila Horváth Péter Czene Attila | 7:41,96  | Ferencvárosi TC Szilágyi Zoltán Áldott Tibor Szűcs Tamás Gáspár Zsolt | 7:52,10  | Bp. Spartacus Kollár Miklós Batházi Tamás Batházi István Kiss Gergő | 7:58,25  |
| 4 × 100 m vegyes váltó december 14. | Sport Plusz SE Czene Attila Rózsa Norbert Horváth Péter Zubor Attila | 3:49,50  | Bp. Spartacus Kiss Gergő Güttler Károly Kolozár Dávid Batházi István  | 4:01,73  | Szentesi SC Fekete András Bessenyei Tamás Kádár Tamás Juhász Endre  | 4:03,56  |

### Nők
| Versenyszám                         | Arany                                                           | Arany   | Ezüst                                                                       | Ezüst   | Bronz                                                                      | Bronz   |
| ----------------------------------- | --------------------------------------------------------------- | ------- | --------------------------------------------------------------------------- | ------- | -------------------------------------------------------------------------- | ------- |
| 50 m gyorsúszás december 14.        | Jakab Dóra Bp. Spartacus                                        | 26,51   | Nyíry Anna Csik Ferenc DSE                                                  | 26,76   | Ferenczy Orsolya Bp. Honvéd                                                | 27,01   |
| 100 m gyorsúszás december 8.        | Jakab Dóra Bp. Spartacus                                        | 58,05   | Révész Katalin Nagykanizsa                                                  | 58,86   | Klocker Edit Bp. Spartacus                                                 | 59,46   |
| 200 m gyorsúszás december 9.        | Klocker Edit Bp. Spartacus                                      | 2:06,15 | Révész Katalin Nagykanizsa                                                  | 2:07,12 | Csapó Krisztina Csik Ferenc DSE                                            | 2:07,32 |
| 400 m gyorsúszás december 10.       | Kovács Ágnes Bp. Spartacus                                      | 4:25,63 | Csapó Krisztina Csik Ferenc DSE                                             | 4:26,33 | Csernák Marianna Kecskeméti Vízmű                                          | 4:31,37 |
| 800 m gyorsúszás december 13.       | Csapó Krisztina Csik Ferenc DSE                                 | 9:14,49 | Kovács Kornélia Gyulai SE                                                   | 9:17,90 | Felföldi Viktória Veszprémi UK                                             | 9:23,92 |
| 100 m hátúszás december 10.         | Kiss Annamária Dunaferr                                         | 1:04,48 | Ferenczi Katalin Pápai SE                                                   | 1:05,15 | Nyíry Anna Csik Ferenc DSE                                                 | 1:05,26 |
| 200 m hátúszás december 13.         | Kiss Annamária Dunaferr                                         | 2:15,77 | Ferenczi Katalin Pápai SE                                                   | 2:16,20 | Nyíry Anna Csik Ferenc DSE                                                 | 2:19,12 |
| 100 m mellúszás december 9.         | Kovács Ágnes Bp. Spartacus                                      | 1:10,13 | Kovács Krisztina Bp. Honvéd                                                 | 1:12,30 | Kőszegfalvi Edina Szombathelyi VSC                                         | 1:13,91 |
| 200 m mellúszás december 11.        | Kovács Ágnes Bp. Spartacus                                      | 2:29,31 | Kovács Krisztina Bp. Honvéd                                                 | 2:35,27 | Kőszegfalvi Edina Szombathelyi VSC                                         | 2:36,04 |
| 100 m pillangóúszás december 11.    | Jakab Dóra Bp. Spartacus                                        | 1:02,95 | Nyíri Anna Csik Ferenc DSE                                                  | 1:03,00 | Katatics Ida Bp. Spartacus                                                 | 1:03,31 |
| 200 m pillangóúszás december 14.    | Csapó Krisztina Csik Ferenc DSE                                 | 2:16,08 | Klocker Edit Bp. Spartacus                                                  | 2:17,06 | Katatics Ida Bp. Spartacus                                                 | 2:18,92 |
| 200 m vegyes úszás december 13.     | Kovács Ágnes Bp. Spartacus                                      | 2:18,80 | Ferenczi Katalin Pápai SE                                                   | 2:22,54 | Újhelyi Beáta Csik Ferenc DSE                                              | 2:23,46 |
| 400 m vegyes úszás december 8.      | Kovács Ágnes Bp. Spartacus                                      | 4:51,26 | Kiss Annamária Dunaferr                                                     | 5:03,17 | Pécsi Anett NYVSC                                                          | 5:06,05 |
| 4 × 100 m gyorsváltó december 10.   | Bp. Spartacus Kovács Ágnes Katatics Ida Jakab Dóra Klocker Edit | 3:56,35 | Bp. Honvéd Ferenczy Orsolya Szekeres Erzsébet Molnár Zsuzsanna Dabi Katalin | 4:01,93 | Dunaferr Molnár Viktória Oláh Anita Dudás Katalin Kiss Annamária           | 4:06,27 |
| 4 × 200 m gyorsváltó december 13.   | Bp. Spartacus Kovács Ágnes Katatics Ida Jakab Dóra Klocker Edit | 8:40,74 | Dunaferr Dudás Katalin Eszenyi Ágnes Oláh Anita Kiss Annamária              | 8:50,22 | Bp. Honvéd Molnár Zsuzsanna Durda Krisztina Szekeres Erzsébet Dabi Katalin | 8:54,90 |
| 4 × 100 m vegyes váltó december 13. | Bp. Spartacus Jakab Dóra Kovács Ágnes Katatics Ida Klocker Edit | 4:20,23 | Bp. Honvéd Molnár Zsuzsanna Kovács Krisztina Szekeres Erzsébet Dabi Katalin | 4:26,88 | Csik Ferenc DSE Nyíri Anna Csermely Nóra Füstös Újhelyi Beáta              | 4:28,12 |